# 1881 en journalisme
Cet article présente les faits marquants de l'année 1881 en journalisme.

## Évènements
- 29 juillet : adoption d'une loi encadrant la liberté de la presse en France[1].
- Création du journal Los Angeles Times[2].